# Kojetín (district de Havlíčkův Brod)
Pour les articles homonymes, voir Kojetín.
Kojetín (en allemand : Kojetin) est une commune du district de Havlíčkův Brod, dans la région de Vysočina, en République tchèque. Sa population s'élevait à 155 habitants en 2020.

## Géographie
Kojetín se trouve à 9 km au nord-est de Havlíčkův Brod, à 30 km au nord de Jihlava et à 100 km au sud-est de Prague.
La commune est limitée par Rozsochatec au nord, par Chotěboř et Česká Bělá à l'est, par Havlíčkův Brod, Ždírec et Kyjov au sud, et par Břevnice et Dolní Krupá à l'ouest.

## Histoire
La première mention écrite du village date de 1301.

## Transports
Par la route, Kojetín se trouve à 11 km de Havlíčkův Brod, à 37,5 km de Jihlava et à 117 km de Prague.